# 拡散方程式
拡散方程式（かくさんほうていしき、英語: diffusion equation）は拡散が生じている物質あるいは物理量（本稿では拡散物質と記述）の密度のゆらぎを記述する偏微分方程式である。
集団遺伝学における対立遺伝子の拡散のように、拡散と同様の振る舞いをする現象を記述するのにも用いられる。
伝熱の分野で熱伝導を記述する方程式は熱伝導方程式（Heat equation）と呼ばれる。

## 方程式
方程式は一般に以下のように書かれる。
{\displaystyle {\frac {\partial \phi }{\partial t}}=\nabla \cdot {\bigg (}D(\phi ,{\vec {r}},t)\,\nabla \phi ({\vec {r}},t){\bigg )}}
ただし、{\displaystyle {\vec {r}}}は位置、{\displaystyle t}は時刻、{\displaystyle \,\phi ({\vec {r}},t)} は拡散物質の 密度、 {\displaystyle D(\phi ,{\vec {r}},t)} は拡散係数（2階のテンソル量）、ナブラ {\displaystyle \,\nabla } は空間微分作用素である。拡散係数{\displaystyle D} が定数ならば、方程式は以下の線形方程式に帰着される。
{\displaystyle {\frac {\partial \phi }{\partial t}}=D\nabla ^{2}\phi ({\vec {r}},t)}
D が他の変数に依存する場合方程式は非線形となる。さらに、D が正定値対称行列であれば方程式は異方的拡散となる。

## 導出
拡散方程式は、密度の変化は各部分における流入と流出によって生じるという連続の式から直ちに導かれる。物質が生成されたり消滅することはないものとする。
{\displaystyle {\frac {\partial \phi }{\partial t}}+\nabla \cdot {\vec {j}}=0}
ただし {\displaystyle {\vec {j}}} は拡散物質のフラックスである。拡散物質の流れは密度勾配に比例することを表した以下のフィックの法則と組合わせることで、拡散方程式は容易に導かれる。
{\displaystyle {\vec {j}}=-D\,(\phi )\,\nabla \,\phi \,(\,{\vec {r}},t\,)}

## 特別な場合の解

### 定常解
拡散係数D が定数であれば、定常解は容易に求められる。
- 1次元：φ(r ) = A r + B
- 2次元円対称：φ(r ) = A log r + B
- 3次元球対称：φ(r ) = A /r + B

ここでr は原点からの距離、A , B は境界条件により定まる定数である。

### 無限に長い棒
D が定数、1次元、境界条件として無限遠でφ(±∞ , t ) = 0 、φ(x , 0) = δ(x )（δはデルタ関数）という条件のもとでは、解は正規分布で表される。
{\displaystyle \phi (x,t)={\frac {1}{2{\sqrt {\pi Dt}}}}\exp \left(-{\frac {x^{2}}{4Dt}}\right)}
この解では、分散が時間 t が経つにつれて大きくなる、すなわち分布が拡散していく様子が分かる。この性質はウィーナー過程に類似している。

### ボルツマン変換
1次元の場合には、係数が変化する場合でも、パラメータλ = x t -1/2 を用いて次のλに関する常微分方程式に変形できることをボルツマンは示した。
{\displaystyle -{\frac {\lambda }{2}}{\frac {d\phi }{d\lambda }}={\frac {d}{d\lambda }}\left(D{\frac {d\phi }{d\lambda }}\right)}